# Fridens Gud, oss frid förläna
Fridens Gud, oss frid förläna är en psalm med åtta strofer, författad av Frans Michael Franzén.
Melodin nedtecknad i den tyska koralboken Arien oder Melodeyen 1642.
|  |
|  |

## Publicerad i
- 1819 års psalmbok som nr 376 under rubriken "Med avseende på särskilda personer, tider och omständigheter: Freds- och krigstider: Bön om fred"
- Svenska Missionsförbundets sångbok 1920 som nr 720 under rubriken "Konungen och fädernesland."
- 1937 års psalmbok som nr 506 under rubriken "Ofärdstider".